# Cum Hebraeorum malitia
 (octobre 2011).

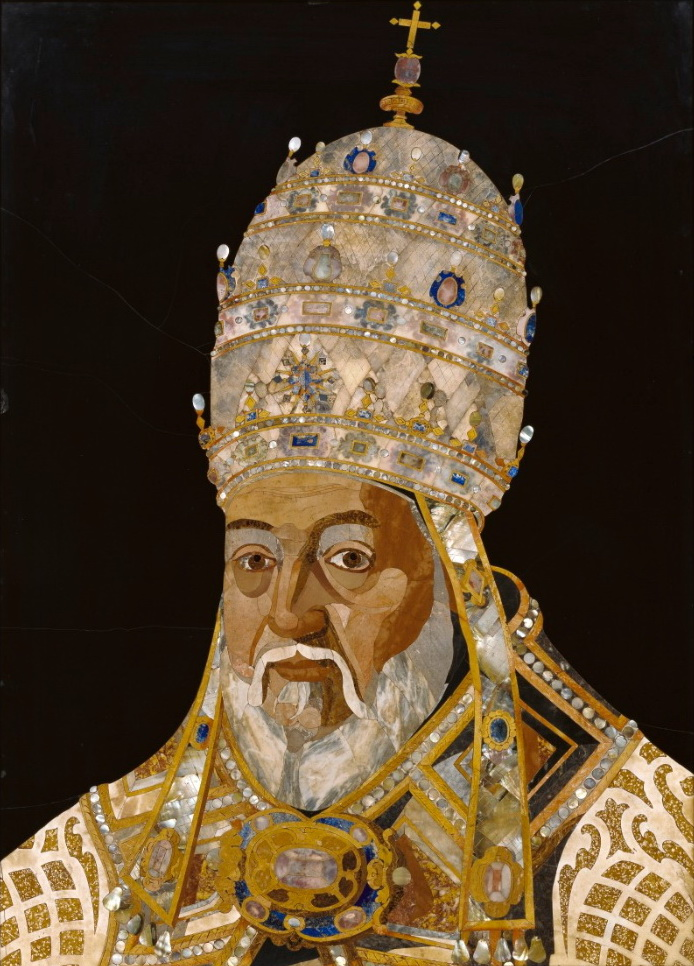
Le pape Clément VIII

Cum Hebraeorum malitia est une bulle pontificale, rédigée par le pape Clément VIII et nommée d'après ses premiers mots « Quand la méchanceté des Hébreux invente des nouvelles fourberies, par lesquelles elle répand parmi le peuple des volumes pernicieux, des livres impies, et complètement détestables, soit damnés dans les temps anciens, soit récemment interdits. » (en latin : « Cum Hebraeorum malitia novas in dies excogitet fraudes, quibus perniciosa volumina, librosque impios, ac plane detestabiles, tum antiquitus damnatos, tum recens conscriptos in vulgus proferat. […]) ». Elle est datée du 28 février 1593.

## Directives
§1 Estimant qu’il serait ruineux pour les Hébreux et dangereux pour le peuple chrétien de tolérer et fermer les yeux sur ce dérèglement (en latin : « Nos et ipsis exitiale, et Christiano populo periculosum rati hanc eorum nequitiam conniventibus oculis tolerare […] »), le pape Clément VIII désire appliquer un remède à ce mal et ayant été inspiré par l’exemple de ces prédécesseurs Grégoire IX, Innocent IV (voir Impia Judaeorum perfidia), Clément IV, Jean XXII, Jules III (Contra Hebraeos retinentes libros Thalmudi), Paul IV (voir Cum nimis absurdum) et Grégoire XIII (voir Antiqua Judaeorum improbitas) qui ont souvent appelé ce Talmud impie, puis damné, interdit et exterminé du monde chrétien d’autres écritures pareilles et détestées (en latin : «  qui saepius impium illud Thalmud nuncuparunt, et alia similia reprobata et detestanda scripta et volumina damnarunt, et retineri prohibuerunt, seu alias ex Christiani Orbis Provinciis et Regnis pro zelo exterminarunt […] »), le pape Clément VIII approuve et renouvelle toutes les lettres et documents qui concernent ce sujet.
§2 En ajoutant sa propre lettre, le pape Clément VIII interdit aux toutes les communautés juives, dans les États pontificaux et dehors, où que ce soit, de posséder, lire, retenir, vendre et divulguer des livres talmudiques souvent damnés, vains, caballistiques et d’autres œuvres impies, interdits et condemnés par ces prédécesseurs et d’œuvres, commentaires, volumes et écritures qui contiennent, en secret ou expressivement (en latin : « tacite vel expresse»), des paroles blasphématoires ou dédaigneuses envers le Dieu, la Trinité, notre rédempteur le Seigneur Jésus Christ, sa foi chrétienne, sa mère la vierge Marie, les patriarches, prophètes et apôtres, les sacrements, les saintes images, l’Église catholique, le Saint-Siège, les néophytes.
§3 Clément VIII annule, revoque et invalide toutes les concessions, licences et permissions de retenir et lire les susdits livres, accordées par qui que ce soit (même par ses prédécesseurs, même motu proprio) et envoyées à qui que ce soit et veut qu’elles restent annulées pour toujours (en latin : « Omnes vero et quascumque facultates, litteras, permissiones, indulta, tolerantias legendi, tenendi […] prohibita scripta, volumina, libros et alia supradicta […] revocamus, irritamus et annullamus, ac pro revocatis, irritis et penitus infectis in perpetuum haberi volumus ») .
§4 Le pape arrète la concession de ces permissions par les autorités ecclésiastiques.
§5 Le pape accorde 10 jours aux propriétaires des susdits livres à Rome et 2 mois à ceux qui habitent hors la ville (après la publication de la bulle) pour livrer les écritures au clergé ou aux inquisiteurs. Ces-derniers doivent les brûler sur-le-champ (en latin : « a quibus postmodum nulla interposita mora comburantur […] »).
§6 Les juifs, mais aussi les typographes et les marchands, qui possèdent, impriment, lisent, décrivent, vendent ces écritures ou les donnent comme exemple, courent le risque des punitions corporelles, de l’excommunication et de la confiscation des biens.
§7 Ceux qui donnent des conseils ou offrent leur aide aux juifs afin qu’ils transportent, lisent, écrivent ou impriment tels livres, courent les mêmes risques.
§8 Le pape ordonne aux inquisiteurs de chercher ces livres (perquisitionner), personnellement ou par les personnes qu’ils envoient, scrupuleusement dans les endroits où habitent les juifs, dans les synagogues et les lieux publics, mais aussi dans les foyers privés et les ateliers ou dans les bibliothèques chrétiennes ; et de procéder contre ceux qui auront été trouvés coupables par les susdites ou par d’autres (aussi graves) mesures à leur avis.
Dans §11 le pape déclare qu’il sera interdit à tout le monde de heurter ces pages d’interdiction, dérogation et d’annulation ou de procéder contrairement à son contenu. Si quelqu’un osait le faire, il encourrait l’indignation du Dieu omnipotent et des apôtres Pierre et Paul.